# Orthogeomys heterodus
Orthogeomys heterodus је врста глодара из породице гофера (лат. Geomyidae). 

## Распрострањење
Костарика је једино познато природно станиште врсте.

## Станиште
Врста Orthogeomys heterodus има станиште на копну.

## Угроженост
Ова врста није угрожена, и наведена је као последња брига јер има широко распрострањење.

### Популациони тренд
По доступним подацима, популација ове врсте се повећава.